# Joe Walsh

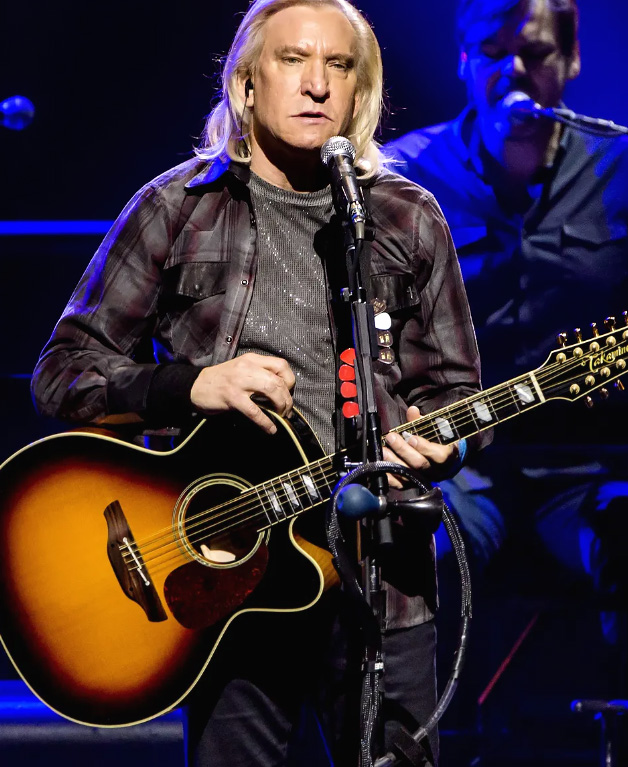
Joe Walsh, 2018

Joseph Fidler „Joe“ Walsh (* 20. November 1947 in Wichita, Kansas) ist ein US-amerikanischer Rock-Gitarrist und Sänger. Seit 1976 ist er Mitglied der Eagles. 2011 listete der Rolling Stone Walsh auf Rang 54 der 100 größten Gitarristen aller Zeiten.

## Leben

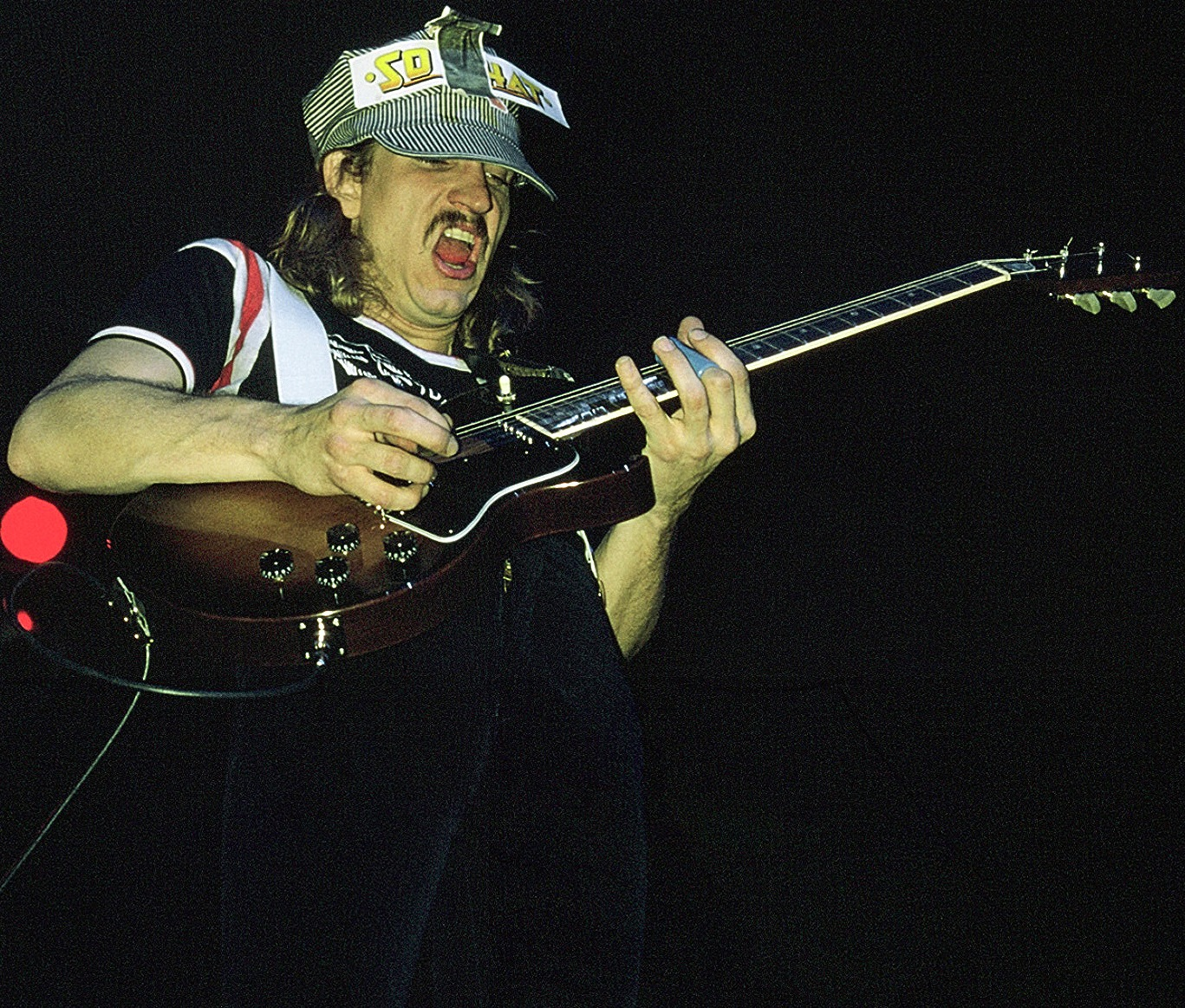
Joe Walsh, 1975

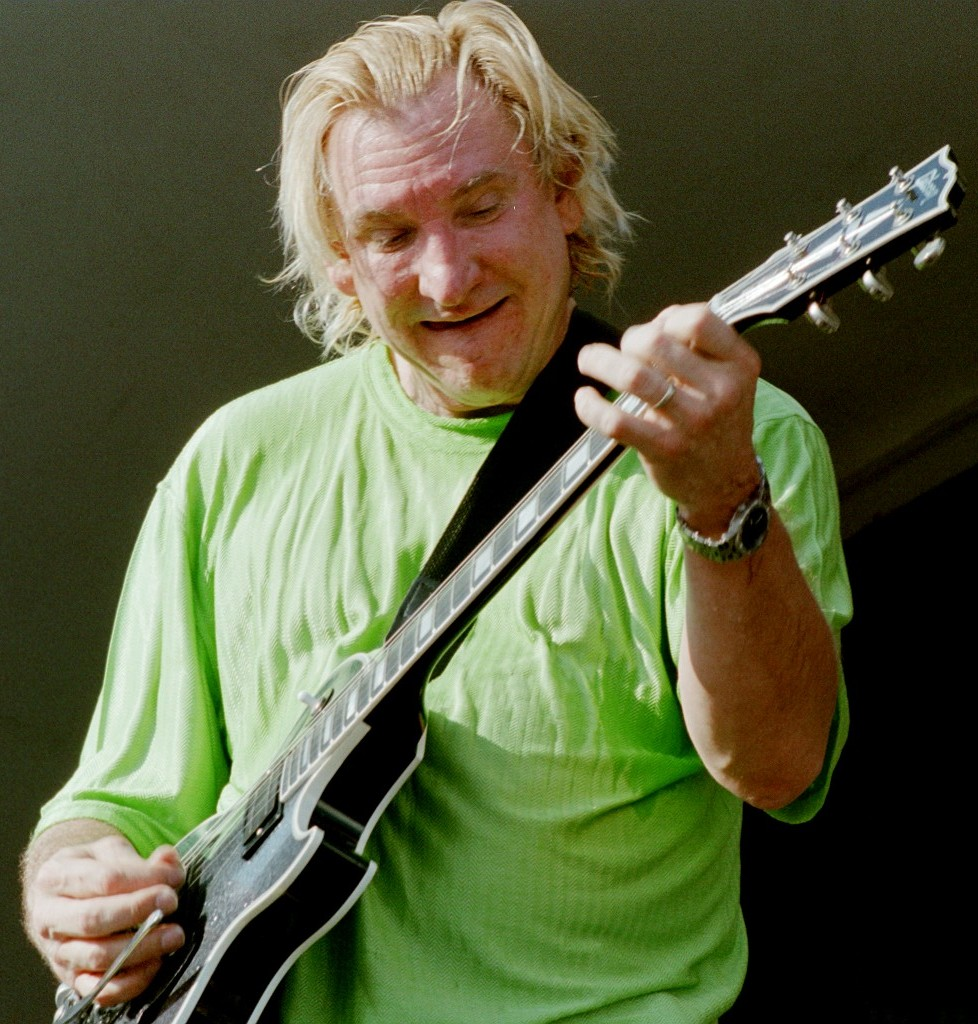
Joe Walsh, 2006

Während Walsh an der Kent State University studierte, spielte er in verschiedenen lokalen Bands.
1969 gelangte er als Leadgitarrist der James Gang zu erster Bekanntheit. Die James Gang hatte mehrere kleine Erfolge und produzierte vier Langspielplatten.
1971 verließ Walsh die Band, um eine Solokarriere zu starten. Seine ersten Solowerke, Barnstorm von 1972 und der Nachfolger The Smoker You Drink, The Player You Get von 1973 festigten seinen Status als Rockmusiker. Auch seine markante Stimme trug dazu bei, dass er sich als Solointerpret etablieren konnte. Mehrere Titel dieser Alben, besonders Rocky Mountain Way, wurden häufig im Radio gespielt und sind immer noch beliebte Beispiele des Classic-Rock-Genres.
Nach einem weiteren Studio- und dem Livealbum You Can’t Argue with a Sick Mind wurde Walsh 1976 eingeladen, den Eagles beizutreten, wo er den zweiten Gitarristen Bernie Leadon ersetzte. Er führte dort einen rocklastigeren Sound ein und war stark mitverantwortlich für den Stil ihres sehr erfolgreichen Albums Hotel California. Das gemeinsam von Walsh und Don Felder gespielte Gitarrensolo am Ende des Titelsongs wurde 1998 vom Guitarist magazine als bestes Solo aller Zeiten gewählt sowie 1998 vom Guitar Magazine auf Platz acht der Top 100 Guitar Solos.
Als die Eagles 1978 ihrem vorläufigen Ende entgegengingen, arbeitete Walsh wieder als Solomusiker. Seine beiden Alben But Seriously Folks (1978) und There Goes the Neighborhood (1981) verkauften sich gut.
1990 tourte Walsh mit Jeff Baxter (Steely Dan, Doobie Brothers), John Entwistle (The Who), Keith Emerson (Emerson, Lake & Palmer) und Simon Phillips unter dem Bandnamen The Best durch Hawaii und Japan. Ein Album dieser Besetzung kam nicht zustande.
Am 18. Oktober 1991 trat Joe Walsh anlässlich der Weltausstellung Expo 92 in Sevilla (Spanien) zusammen mit Steve Vai, Brian May, Joe Satriani und anderen im Rahmen der Konzertreihe Las Leyendas De La Guitarra auf. Bis zur Wiedervereinigung der Eagles 1994 und einer gemeinsamen Konzerttour in den späten 1990er Jahren hörte man nur wenig von ihm.
Joe Walsh wirkte auch bei Auftritten und Aufnahmen anderer Künstler mit, unter anderem von Ringo Starr, Dan Fogelberg, Nicky Hopkins und Steve Winwood. Außerdem erschien er kurz im Film The Blues Brothers und spielte sich selbst in einer Episode der elften Staffel der US-Serie Criminal Minds.
Walshs Song One Day at a Time wurde 2012 veröffentlicht und handelt von seinem jahrelangen Kampf mit Alkohol und Kokain in der Zeit bis 1994.

## Privates
Walsh war fünfmal verheiratet, unter anderem mit Marjorie Bach, der Schwester von Barbara Bach. Walshs erste Tochter Emma Kristen starb 1974 im Alter von knapp drei Jahren bei einem Autounfall. Die Erinnerung behandelte er auf seinem Soloalbum So What in dem Titel Song for Emma und die psychischen Folgen in Help Me Through the Night. In dieser Krise zerbrach seine Ehe, und es begann eine Alkoholabhängigkeit, die er erst 1994 überwinden konnte.

Zu ihrem Andenken ließ er einen Brunnen und eine Gedenktafel in einem Park aufstellen. Während einer Tournee mit Stevie Nicks 1984 nahm Walsh Nicks mit zu diesem Brunnen; Nicks inspirierte das zu ihrem Song Has Anyone Ever Written Anything For You auf ihrem Album Rock a Little von 1985. 

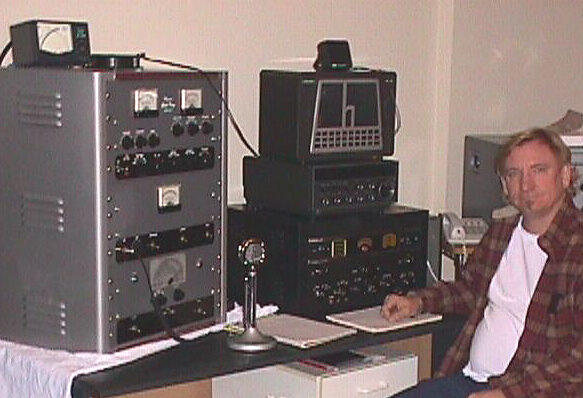
Walsh vor seiner Amateurfunkstation (2006)

Von 1983 bis 1986 hatte er eine Beziehung zu Stevie Nicks; sie sagte 2007 dem Daily Telegraph, Walsh sei „die große Liebe meines Lebens“ gewesen. „Joe und ich haben wegen des Kokains Schluss gemacht“, erläuterte sie im Magazin Q. „Er sagte meiner Freundin und Sängerin Sharon [Celani]: ‚Ich verlasse Stevie, weil ich Angst habe, dass einer von uns sterben wird. Und einer wird den anderen nicht retten können, weil unsere Kokainsucht so extrem geworden ist, dass keiner von uns das durchstehen kann. Also ist der einzige Weg, uns beide zu retten, dass ich gehe.‘“
Walsh betätigt sich als Funkamateur (Rufzeichen WB6ACU).

## Diskografie
Für Veröffentlichungen mit den Eagles siehe hier.

### Alben
| Jahr | Titel                            | Höchstplatzierung, Gesamtwochen, AuszeichnungChartplatzierungen (Jahr, Titel, Platzierungen, Wochen, Auszeichnungen, Anmerkungen) | Höchstplatzierung, Gesamtwochen, AuszeichnungChartplatzierungen (Jahr, Titel, Platzierungen, Wochen, Auszeichnungen, Anmerkungen) | Höchstplatzierung, Gesamtwochen, AuszeichnungChartplatzierungen (Jahr, Titel, Platzierungen, Wochen, Auszeichnungen, Anmerkungen) | Anmerkungen |
| Jahr | Titel                            | DE | UK | US | Anmerkungen |
| ---- | -------------------------------- | --- | --- | --- | ----------- |
| 1974 | So What                          | — | — | US11 Gold · (22 Wo.)US |             |
| 1976 | You Can’t Argue with a Sick Mind | — | UK28 (3 Wo.)UK | US20 (18 Wo.)US | Livealbum   |
| 1978 | But Seriously, Folks...          | — | UK16 Silber · (17 Wo.)UK | US8 Platin · (27 Wo.)US |             |
| 1981 | There Goes the Neighborhood      | — | — | US20 (18 Wo.)US |             |
| 1983 | You Bought It – You Name It      | — | — | US48 (14 Wo.)US |             |
| 1985 | The Confessor                    | — | — | US65 (19 Wo.)US |             |
| 1987 | Got Any Gum?                     | — | — | US113 (8 Wo.)US |             |
| 1991 | Ordinary Average Guy             | — | — | US112 (17 Wo.)US |             |
| 2012 | Analog Man                       | DE73 (1 Wo.)DE | UK53 (2 Wo.)UK | US12 (8 Wo.)US |             |

Weitere Alben
- 1992: Songs for a Dying Planet
- 2014: All Night Long: Live in Dallas (1981)

### Kompilationen
| Jahr | Titel                 | Höchstplatzierung, Gesamtwochen, AuszeichnungChartplatzierungen (Jahr, Titel, Platzierungen, Wochen, Auszeichnungen, Anmerkungen) | Höchstplatzierung, Gesamtwochen, AuszeichnungChartplatzierungen (Jahr, Titel, Platzierungen, Wochen, Auszeichnungen, Anmerkungen) | Höchstplatzierung, Gesamtwochen, AuszeichnungChartplatzierungen (Jahr, Titel, Platzierungen, Wochen, Auszeichnungen, Anmerkungen) | Anmerkungen |
| Jahr | Titel                 | DE | UK | US | Anmerkungen |
| ---- | --------------------- | --- | --- | --- | ----------- |
| 1978 | The Best of Joe Walsh | — | — | US71 (7 Wo.)US |             |

Weitere Kompilationen
- 1978: So Far So Good
- 1995: A Future to this Life (Robocop: The Series Soundtrack)
- 1995: Look what I did: The Joe Walsh Anthology
- 1997: Joe Walsh's Greatest Hits - Little Did He Know...
- 1997: The Best of Joe Walsh & The James Gang 1969–1974

### Mit Barnstorm
| Jahr | Titel                                    | Höchstplatzierung, Gesamtwochen, AuszeichnungChartplatzierungen (Jahr, Titel, Platzierungen, Wochen, Auszeichnungen, Anmerkungen) | Höchstplatzierung, Gesamtwochen, AuszeichnungChartplatzierungen (Jahr, Titel, Platzierungen, Wochen, Auszeichnungen, Anmerkungen) | Höchstplatzierung, Gesamtwochen, AuszeichnungChartplatzierungen (Jahr, Titel, Platzierungen, Wochen, Auszeichnungen, Anmerkungen) | Anmerkungen |
| Jahr | Titel                                    | DE | UK | US | Anmerkungen |
| ---- | ---------------------------------------- | --- | --- | --- | ----------- |
| 1972 | Barnstorm                                | — | — | US79 (29 Wo.)US |             |
| 1972 | The Smoker You Drink, the Player You Get | — | UK— SilberUK | US6 Gold · (54 Wo.)US |             |

### Singles
| Jahr | Titel Album                                                 | Höchstplatzierung, Gesamtwochen, AuszeichnungChartplatzierungen (Jahr, Titel, Album, Platzierungen, Wochen, Auszeichnungen, Anmerkungen) | Höchstplatzierung, Gesamtwochen, AuszeichnungChartplatzierungen (Jahr, Titel, Album, Platzierungen, Wochen, Auszeichnungen, Anmerkungen) | Anmerkungen                   |
| Jahr | Titel Album                                                 | UK | US | Anmerkungen                   |
| ---- | ----------------------------------------------------------- | --- | --- | ----------------------------- |
| 1973 | Rocky Mountain Way The Smoker You Drink, The Player You Get | UK39 (4 Wo.)UK | US23 (15 Wo.)US | Charteinstieg in UK erst 1977 |
| 1974 | Meadows The Smoker You Drink, The Player You Get            | — | US89 (4 Wo.)US |                               |
| 1975 | Turn to Stone So What                                       | — | US93 (3 Wo.)US |                               |
| 1978 | Life’s Been Good But Seriously Folks...                     | UK14 (11 Wo.)UK | US12 (15 Wo.)US |                               |
| 1980 | All Night Long Urban Cowboy O.S.T.                          | — | US19 (16 Wo.)US |                               |
| 1981 | A Life of Illusion There Goes The Neighborhood              | — | US34 (12 Wo.)US |                               |
| 1983 | Space Age Whiz Kids You Bought It, You Name It              | — | US52 (8 Wo.)US |                               |

Weitere Singles
- 1972: Mother Says
- 1976: Time Out (Live)
- 1976: Walk Away (Live)
- 1978: Over and Over
- 1981: Rivers of the Hidden Funk
- 1981: Things
- 1982: The Waffle Stomp
- 1983: I Can Play That Rock & Roll
- 1983: Love Letters
- 1985: The Confessor
- 1985: I Broke My Leg
- 1987: The Radio Song
- 1987: In My Car
- 1991: Ordinary Average Guy
- 1991: All of a Sudden
- 1992: Vote for Me
- 1995: A Future to His Life (EP/Duett mit Lita Ford)

### Auszeichnungen (mit den Eagles)
- 1976  Grammy Award – Best Pop Vocal Performance by a Duo, Group or Chorus
- 1977  Grammy Award – Best Arrangement For Voices
- 1977  Grammy Award – Record of the Year
- 1979  Grammy Award – Best Rock Vocal Performance by a Duo or Group
- 2007  Grammy Award – Best Country Performance by a Duo or Group
- 2008  Grammy Award – Best Pop Instrumental Performance
- 2015  Kennedy-Preis – als Mitglied der Eagles